# Vodnik Dwayne Hicks
Vodnik Dwayne Hicks fiktvni je lik u američkom SF filmu Alien 2: Osmi Putnik iz 1986. godine, a tumači ga glumac Michael Biehn.

## Povijest lika
Vodnik Hicks član je fiktivne vojne jedinice USCM Sulaco (United States Colonial Marines). Njegova jedinica biva poslana na planet LV-426 da istraži iznenadni gubitak kontakta s ljudskom kolonijom Hadleys Hope smještenom na planetu. Stanovnici kolonije su teraformeri koji imaju zadaću inače pusti planet pretvoriti u mjesto pogodno za ljudski život. Njihov poslodavac je Weyland-Yutani Corporation, korporacija za koju je radila i Ripley, koji su također poslali i marince da izvide situaciju nakon gubitka kontakta. Događaji koji su se dogodili tijekom ove istrage prikazani su u filmu Alien 2: Osmi Putnik.
Vodnik Hicks smireni je i susosjećajni, ali odlučni i iskusni herojski vođa, kontrast ostatku jedinice, uključujući temperamentnu vojnikinju Vasquez, emocionalno paranoidnog vojnika Hudsona, neiskusnog Gormana i pohlepnog Cartera Burkea.
Na početku filma vodnik Hicks treći je u zapovjednom lancu vojne jedinice, ali nakon što uđu u gnijezdo Xenomorpha, postaje zapovjednik kada većina jedinice pogine, a trenutni zapovjednik, poručnik Gorman, biva onesviješten. Ripley, protagonistica filma, to napomene kada se suoči s Burkeom oko daljnjeg tijeka akcije, kada opasnost od Xenomorpha postane očita. Hicks, kao trenutni zapovjednik, odluči da će pobjeći i upotrijebiti termonuklearnu bojnu glavu da unište koloniju, a s njome i Xenomorphe. Iako plan naposljetku ne urodi uspjehom, tijekom cijeloga filma Hicks odlučno i smireno vodi preživjele u uspješnom bijegu s mjeseca, pri čemu biva i teško ranjen, no preživljava.

## Obitelj
Motiv koji se provlači kroz cijeli film je obitelj, kontrast Xenomorphskom načinu života koja ima hijerarhijsku strukturu pčelinje košnice nasuprot ljudskoj emocionalno povezanoj obiteljskoj strukturi. Vodnik Hicks zaokružuje tu teoretsku obitelj koju čine Ripley (majka), djevojčica Newt čiji su pravi roditelji poginuli u napadu Xenomorpha na koloniju, te Hicks kao otac. Iako se nikada nije dogodila ljubavna veza između Ripley i Hicksa, njihov odnos je vrlo emocionalan.

## Alien³
Iako vodnik Hicks preživi događaje u Alienu 2: Osmi Putnik, pogine na početku trećeg nastavka serijala, filma Alien³, kada se kapsula za spašavanje svemirskog broda Sulaco pokvari i sruši na Fiorina 'Fury' 161. Hicks, koji nije bio pri svijesti, biva proboden od potporne šipke mehanizma, koja se dislocirala tijekom nesreće.

## Alternativni nastavci
Prije početka produkcije filma Alien³, Dark Horse Comics izdao je strip serijal Alien koja nastavlja priču nakon Aliena 2: Osmi Putnik. U tom serijalu, Hicks, Newt, Ripley i Bishop prežive bijeg sa Sulaca i nastavljaju borbu protiv Xenomorpha. Nakon snimanja filma Alien³, rečeno je da su se događaji opisani u stripu događali u alternativnom svemiru od onoga u kojemu se odvija radnja filmske franšize. Nakon što je strip službeno pušten u prodaju, originalni crno-bijeli tisak zamijenjen je tiskom u boji, a lik vodnika Hicksa preimenovan je u vodnika Wilksa.
Priznati SF pisac William Gibson napisao je alternativni filmski scenarij za Alien³ (raspoloživ za besplatni download na web stranici awesomemovies.com). U tom scenariju Hicks, Newt i Bishop preživljavaju i bore se protiv virusa koji transformira Xenomorphski DNK.

## Sličnost s drugim likovima
Vodnik Hicks dijeli mnogo sličnosti s Kyleom Reeseom, protagonistom filma Terminator. Oba lika tumačio je Michael Biehn, a Terminatora i Alien 2: Osmi Putnik režirao je isti redatelj, James Cameron. I Reese i Hicks su suosjećajni, ali herojski vojnici u emocionalnoj vezi sa snažnim ženskim likom.

## Vanjske poveznice
- Biografija lika i fotogalerija (michaelbiehnfanclub.com)
- Biografija lika (geocities.com)
- Biografija lika (alien-movies.com)  Arhivirana inačica izvorne stranice od 4. rujna 2007. (Wayback Machine)